# Serrat Gran (la Vall de Boí)
El Serrat Gran és un serrat situat en el terme municipal de la Vall de Boí, a la comarca de l'Alta Ribagorça, i dins de la zona perifèrica del Parc Nacional d'Aigüestortes i Estany de Sant Maurici.
És el més orientals dels serrats que davallen de lo Campo cap a la riba dreta del Riu de Sant Nicolau. Situat a llevant del Serrat de Mig (la Vall de Boí), entre les Canals de la Redona (oest) i de les Tres Fonts (oest), la seva elevació màxima és d'uns 2,350 metres.